# Gustaf Hegardt
Gustaf Hegardt, var en svensk friidrottare (stående höjdhopp). Han tävlade för klubben Örgryte IS och vann SM i stående höjdhopp år 1910 med ett hopp på 1,40 meter. 